# Heretat de Guàrdia
Heretat de Guàrdia o simplement Guàrdia és un mas típic català situat al municipi noguerenc de la Baronia de Rialb, en ple Prepirineu.

## Descripció i situació
Es tracta d'un mas del segle xv, on hi hagué una torre de sentinella, situat a migdia del poble i parròquia de Palau de Rialb, dins l'anomenat Pla de Guàrdia. El 2009 l'edifici fou rehabilitat per funcionar com a allotjament rural. Al mateix temps es va restaurar l'antiga capella adjacent que és dedicada a Sant Josep.
Al lloc s'hi accedeix per un camí carreter d'uns tres-cents metres que surt de la carretera comarcal C-1412b, que travessa tot el municipi de la Baronia, en el punt quilomètric 12,400.